# فخري كمونة
فخر الدين بن حسن بن مهدي الأسدي يعرف عمومًا بـفخري كَمُّونة (1886 - 14 أكتوبر 1936) سياسي عراقي. ولد في كربلاء لعائلة معروفة أسدية. ثار ضد الدولة العثمانية خلال حملة بلاد الرافدين. اعتقله العثمانيين سنة 1917 ثم تمكّن من إقامة إدارة محلية لكربلاء مع أخيه محمد علي. نفاه البريطانيون إلى الهند بعد سقوط بغداد في 11 مارس 1917. ثم قد عاد إلى وطنه بعد انتهاء الحرب العالمية الأولى، وعيّن قائمقامًا لكربلاء خلال الانتداب البريطاني على العراق. توفي في مسقط رأسه عن 50 عامًا و دُفن في العتبة الحسينية.

## سيرته
هو فخر الدين بن حسن بن مهدي كَمُّونة، ولد سنة 1886 م / 1304 هـ في كربلا، وينتمي إلى أسرة كربلائية أسدية النسب. 

آلت إليه رئاسة عائلته بعد وفاة والده ومقتل حسين بن محمد كمونة سنة 1909. اتصل أخوه محمد علي في تشرين الأول 1915 ببيرسي كوكس، كبير الضباط السياسيين المرافقين للجيش البريطاني، وكانت كربلاء لا تزال خاضعة لحكم العثماني، وقد هددها عاكف بك كربلاء والنجف بعد انتفاضة 1916 في الحلة. وفي نيسان (أبريل) 1916 بذل العثمانيين جهدًا لاخضاع كربلاء واعتقلوا فخر الدين واتهموه بتحريض شيوخ «آل يسار»، فثارت البلدة وطردت الموظفين العثمانيين وأنشأت إدارة محلية برئاسة الأخوين فخري ومحمد علي. وهو من شخصيات حادثة حمزة بيك عام 1915.

على أثر احتلال البريطاني لمدينة بغداد سنة 1917 وسيطرتهم على كربلاء، اتهم فخري كمونة بتموين الأعداء - الدولة العثمانية - بالأقمشة والأطعمة، فاستدعى إلى بغداد في أيلول (سبتمبر) 1917 ونفي إلى بلاري في كارناتاكا، الهند. وأبعد أخوه محمد علي أيضًا عن كربلاء وعيّن لإدارتها معاون حاكم سياسي بريطاني. وانتهي حكم آل كمونة لكربلاء بعد سنة وأشهرًا.

وقد عاد فخري كمونة إلى كربلاء بعد انتهاء الحرب العالمية الأولى، وفي خلال ثورة العشرين واحتلال البريطاني بلدة طويريج في 12 تشرين الأول (أكتوبر) 1920 ظهرت في كربلاء حركة قوية تريد الاستسلام وتجنيب البلدة ويلات الحرب بزعامة فخري، فتمكن هو وأعوانه من السيطرة على كربلاء واضطر رجال الثورة إلى الخروج منها على وجة السرعة. ثم قام بالمفاوضة مع السلطة البريطانية وتنفيذ شروط الاستسلام. وقد عين قائمقاماً لكربلاء.

توفي فخر الدين كمونة في كربلاء يوم 14 تشرين الأول (أكتوبر) 1936/ 29 رجب 1355. ودفن في العتبة الحسينية.